# Ruské ústavodárné shromáždění
Ruské ústavodárné shromáždění, oficiálně Všeruské ústavodárné shromáždění (rusky Всероссийское учредительное собрание, Vsjerossijskoje učreditělnoje sobranie) byl ústavodárný orgán zvolený roku 1917, krátce po Říjnové revoluci. Po volbách bylo svoláno zasedání, které bylo zahájeno 5. lednajul./ 18. ledna 1917greg., nicméně hned následujícího dne bylo rozpuštěno a nahrazeno Všeruským sjezdem sovětů a Všeruským ústředním výkonným výborem.

## Volby
Prozatímní vláda, která se chopila moci po Únorové revoluci, začala připravovat volby do ústavodárného sněmu. Ty byly naplánovány na 12. listopadujul./ 25. listopadu 1917greg. V průběhu předvolební kampaně však došlo k Říjnové revoluci, prozatímní vláda byla svržena a moci se chopili bolševici. Ti chtěli volby využít v legitimizaci své vlády a proto pokračovali v jejich přípravě. Utrpěli však porážku, kdy získali pouhých 23% hlasů; a vítězem voleb se stala strana Eserů se ziskem 38% hlasů. Bolševici ihned poté zahájili rétoriku zpochybňující postavení Ústavodárného shromáždění a Lenin také několikrát odložil jeho svolání.

## Zasedání
Zasedání shromáždění bylo zahájeno 18. ledna v 16:00 v Tauridském paláci v Petrohradě a trvalo pouze necelých 13 hodin. Na jeho začátku byl lídr Eserů Viktor Černov zvolen předsedou shromáždění a následně Bolševici předložili ke schválení dekrety vydané po revoluci. Ty byly zamítnuty, bylo tedy jasné, že Ústavodárné shromáždění není nakloněno bolševické vládě a nebude souhlasit s novými volbami. Proto v průběhu přestávky v jednání rozhodla zvláštní schůze bolševiků a levého křídla Eserů o rozpuštění shromáždění. Zástupce lidového komisaře pro námořní záležitosti Fjodor Raskolnikov přečetl připravené prohlášení a poté bolševici a leví Eseří odešli ze sálu. Lenin také opustil budovu a nařídil vojákům, aby nepoužili sílu proti poslancům, ale počkali, až odejdou z vlastní vůle. Poslední opustili palác ráno ve 4:40. Následujícího dne našli poslanci budovu uzamčenou a Shromáždění bylo sovětskou vládou prohlášeno za rozpuštěné. Všeruský ústřední výkonný výbor později téhož dne ratifikoval dekret o rozpuštění parlamentu.
| „                | Není třeba rozhánět Ústavodárné shromáždění: stačí je nechat žvanit, jak dlouho chtějí, a pak se rozejdou a zítra nepustíme ani jednoho z nich dovnitř. | “ |
| — Vladimír Lenin | |   |